# 幾島賢治
幾島 賢治（いくしま けんじ、1950年 - ）は愛媛県出身のエンジニア、化学者。学位は工学博士（東京工業大学・1998年）。太陽石油㈱で石油製品に含まれる超微量水銀の高性能水銀除去装置を発明した（石油学会技術進歩賞）。経済産業省所管法人石油エネルギ-技術センタ-で欧米の研究機関及び国際石油企業の経営人との交流で水素エネルギ-、燃料電池及びGas to Liquid（合成石油）の未来図を提唱し、講演、出版を行っている。経済産業省所管法人国際石油・ガス協力機関でオマーン王国の石油大臣に油田随伴水の浄化のため水銀除去装置を紹介（オマーン王立スルタン・カブース大学功労賞）、更にアラブ首長国連邦(UAE)の教育大臣に国家の礎に役立つ日本の初等教育の教育制度を紹介した。
　同県西条市のIHテクノロジ-㈱で愛媛大学と共同で空気中の二酸化炭素（CO2）を原料とする合成石油を製造する研究開発を行っている。愛媛新聞社主催の東京・愛媛クラブ及び新居浜市管掌のにいはま倶楽部で地元経済界の発展に尽力。愛媛県出身の中村修二博士（ノーベル賞受賞）と愛媛県認定のえひめスゴ技の世界展開に邁進している。
　愛媛県出身の井川香四郎氏（時代小説作家）推薦の放送作家協会員としてFMラヂオバリバリ「明日のエコより、今日のエコ」（http://www.baribari789.com/）の番組企画、パ-ソナリティ及び楽曲製作活動を行っている。

## 経歴
- 1969年 愛媛県立新居浜西高等学校 卒業
- 1974年 東京電機大学工学部 応用理化学科 卒業
- 1974年 太陽石油株式会社 入社
- 1998年 東京工業大学　工学博士
- 1998年 一般財団法人 石油エネルギー技術センター 主任研究員
- 2000年 富山大学工学部 非常勤講師
- 2003年 太陽石油 研究所長
- 2004年 四国FC会　会長
- 2006年 愛媛県バイオエタノール導入可能性調査委員会 委員
- 2008年 愛媛大学工学部客員教授
- 2008年 財団法人 国際石油交流センター 参事
- 2010年 社団法人 日本放送作家協会 会員
- 2010年 株式会社テクノバ主催水素スタンドビジネスモデル検討委員会 委員
- 2010年 愛媛県教育員会理科支援特別講師
- 2012年 IHテクノロジー株式会社 専務取締役就任

## ラジオ
- ドクターイクシマの「明日のエコより今日のエコ」の番組構成、制作、パ-ソナリティー（FMラヂオバリバリ http://www.baribari789.com/）

## 受賞
- 石油学会技術進歩賞(第44回、2007年)『石油製品中の水銀除去装置の開発』
- オマーン王立スルタン・カブース大学功労賞(2009年)『油田随伴水の水銀処理とその応用開発』
- 『 ものづくり日本大賞受賞 四国経済産業局長賞(第9回、2023年) 石油製品に含まれる水銀を除去できる水銀除去装置の開発』

## 著書

### 単著
- 『燃料電池の話 - エネルギーと環境調和の担い手』(化学工業日報) ISBN 978-4873263533
- 『燃料電池の話 - 燃料電池自動車の時代が到来』(化学工業日報) ISBN 978-4873264080
- 『液体燃料化技術の最前線 - 環境にやさしいGas To Liquids』(シーエムシー出版) ISBN 978-4882319313
- 『ニューエネルギーの技術と市場展望』(シーエムシー出版) ISBN 978-4-7813-0607-0
- 『シェールガス・オイルの輝ける未来』(シーエムシー出版) ISBN 978-4-7813-0806-7
- 『水銀処理技術が日本のエネルギー危機を救う』(シーエムシー出版) ISBN 978-4-7813-1005-3
- 『世界中で水素エネルギー社会が動き出した―30年後に結願となる―』(シーエムシー出版) ISBN 978-4-7813-1147-0
- 『石油産業と自動車産業のグリーンリカバリー 』（シーエムシ―出版）ISBN:9784781315874
- 『 メタネーションの技術と市場、2023年) 』(ＣMC出版) ISBN 978-4781317229

### 共著
- 『石油精製プロセス』 (講談社) ISBN 978-4061533806
- 『石油化学プロセス』 (講談社) ISBN 978-4061533929
- 『燃料電池コージェネレーションシステム』(シーエムシー出版) ISBN 978-4882318903
- 『研究テーマの発掘・選定・進捗管理と中止撤退の見極め方』 (技術情報協会)
- 『失敗実学集』 (技術情報協会)
- 『研究者・技術者の「うつ病」対策』 (技術情報協会)
- 『シェールガスの開発と化学プロセス』(シーエムシー出版) ISBN 978-4-7813-0811-1
- 『水素エネルギーの開発と応用』(シーエムシー出版) ISBN 978-4-7813-0975-0
- 『シェールガス・オイル掘削薬剤の市場』(シーエムシー出版) ISBN 978-4-7813-1062-6
- 『原油の多角化に伴う製油所の高度化技術』(シーエムシー出版)ISBN 978-4-7813-1437-2

### 論文

#### （査読あり）
・　Carbon Oxidation Reaction over Pt/Spherical Alumina Beads Catalysts Prepared by Sputtering Method, Hiroyuki Ymaura,
　　Yuya Abe, Kensuke Ino, Shunji Ezawa, Kunimasa Sagawa, Kenji Ikushima, Syuhei Ymaguchi, Hidenori Yahiro, Top Catal,　　　　　　
　　534,648～653,　(2010) 
・　Kenji Ikushima, Akihisa Nagai, Shinichi Matsumoto,Hydrocarbon Processing,12,97～101,(2006)
・　α,β,γ,シクロデキストリン固体水和物結晶水の部分モル体積,真鍋昌裕,伊藤哲也,河村秀男,幾島賢治,鍵本久雄,日本化学会誌,8，957～961,（1993）

#### （査読なし）
・　水俣条約と石油精製・石油化学業界の水銀処理の最近の動向,山浦弘之,八尋秀典,幾島賢治,ペトロテック39,1,47～51,(2016)
・　シェールガス・オイルの輝ける未来,幾島賢治,技術士ジャーナル,26,4,4～7,(2014)
・　水素ステーションのビジネスモデル,幾島賢治,丸田昭輝,松橋隆治,赤井誠, ペトロテック33,12,919～926,(2010)

## 講演・口頭発表
・　ベンゼン中に含まれる微量窒素化合物の除去技術の開発,幾島賢治、八尋秀典、第49回石油･石油化学討論会,2019,10,31
・　シェールガス革命の現状/化学産業への影響は,幾島賢治,日本化学会関東支部講演会,2014,9,5
・　シェールガスの現状と未来,幾島賢治,関西化学工業協会講演会,2013,9,3

## 楽曲制作
瑞希祐作氏とラジオ番組の楽曲を製作
（ラジオ内で使われた楽曲）
- アクアの星（2017年）
- Mary Go Around!（2018年）
- エール（2019年）
- Step 'in（2020年）